# Rudolf Anna
Rudolf Anna (Miskolc, 1987. november 12. –) magyar sakkozó, nemzetközi mester (IM), női nemzetközi nagymester (WGM), sakkolimpikon, U16 korosztályos és junior magyar bajnok, háromszoros felnőtt magyar bajnok.

## Pályafutása
2002-ben, 15 évesen az U20 korosztályos junior női magyar bajnokságon a 2. helyen végzett, 2003-ban és 2004-ben a 3. helyet szerezte meg. 2007-ben junior magyar bajnoki címet szerzett.
2003-ban az U16 korosztályos magyar női ifjúsági bajnokságon az 1. helyen végzett.
2003-ban az U18-as női csapat ifjúsági Európa-bajnokságon a mezőnyben a legjobb egyéni eredményt érte el.
2004-ben az U16 korosztályos női ifjúsági világbajnokságon a 9. helyet szerezte meg.
2005-ben az U18 korosztályos magyar női ifjúsági bajnokságon holtversenyben a 2-3. helyet szerezte meg.
2006-ban az U20 korosztályos junior női sakkvilágbajnokságon az 5-8. helyen végzett.
2005-ben szerezte meg a női nemzetközi mesteri címet, 2007-ben a Vandoeuvre Open versenyen teljesítette a női nemzetközi nagymesteri normát, ezzel a férfi nemzetközi mesteri szintet. A nemzetközi mesteri címet hivatalosan a Nemzetközi Sakkszövetség (FIDE) elnökségének 2015. áprilisi ülése ítélte meg számára.
2008-ban nyerte meg először a magyar női bajnokságot, elsőségét 2010-ben és 2011-ben megismételte. 2013-ban a magyar bajnokság 3. helyén végzett.
- 2003-ban a Paks Kupa nemzetközi sakkverseny FIDE-mester csoportjában holtversenyben 1. helyen végzett Horváth Gáborral[18]
- 2010-ben megnyerte a Gotth' Art Tehetség és Kurázsi Nemzetközi Mesterversenyt Szentgotthárdon.[19]

2014-től a Községi Sportegyesület Decsnél játszik.
Twitchen "Anna_Chess" néven oszt meg tartalmakat. 2020 októberében több, mint 40 000 követője volt. Egy YouTube csatornája is van, ahova a Twitch élő adásainak fontosabb pillanatait osztja meg, de néha önálló YouTube tartalmakat tölt fel. Olykor nem sakk témájú videókat is posztol. 2020 októberében több, mint 49 ezer feliratkozója, és három milliónál több megtekintése volt.

## Csapateredményei
A 2008-as, 2010-es és a 2012-es sakkolimpián a magyar női csapat tagja volt.
2009-ben, 2011-ben, 2013-ban és 2015-ben tagja volt a Sakkcsapat Európa-bajnokságon szereplő magyar női válogatottnak.
A magyar női válogatott tagjaként 2007-ben a 4., 2010-ben a 3., 2015-ben az 1. helyen végzett a MITROPA Kupa női csapatversenyen.

## Kiemelkedő egyéni versenyeredményei
- 2. helyezés: First Saturday FM-B verseny (2002)[27]
- 1-2. helyezés: Paks Kupa (2003)[28]
- 3. helyezés (holtversenyben): Jyvaskyla (2009)[29]
- 1. helyezés: Tehetség és kurázsi nemzetközi mesterverseny, Szentgotthárd (2010)[30]
- 3. helyezés (holtversenyben): Genset kupa, Szombathely (2010)[31]
- 1. helyezés: Madrid (2011)[32]
- 2. helyezés: Alicante (2011)[33]
- 3. helyezés: Koppenhága (2012)[34]

## Játékereje
2018. októberben az Élő-pontszáma 2325, amellyel a magyar női ranglistán az aktív versenyzők között a 7. helyen állt. A legmagasabb pontértéke 2393 volt (2010. július). 2018 novemberétől inaktív.

## Magánélete
2019 óta párkapcsolatban él az ír youtuber Kevin O'Reilly-vel (ismertebb nevén Call Me Kevin). Az ír-kanadai YouTuber Daniel Condren mutatta be őket egymásnak ugyan abban az évben. 2020-tól O'Reilly-vel él együtt Corckban. 2021-ben Spanyolországba költöztek, ahol Rudolfnak állandó lakhelye van.

## Díjai, kitüntetései
- 2011-ig 10 alkalommal nyerte el a Tolna megye legjobb női sakkozója címet.[39] 2013-ban is ő lett a megye legjobb női sakkozója.[40]